# Marthe Ngalula Wafwana
Pour les articles homonymes, voir Ngalula.
Marthe Ngalula Wafwana est une femme politique congolaise (RDC). Elle est ministre de la Culture et des Arts dans le gouvernement Joseph Kabila du 17 janvier 2001 au 17 novembre 2002,; et après le remaniement dudit gouvernement qui interviendra le 17 novembre 2002, elle occupe le poste du ministre de l'Industrie et Commerce et des Petites et moyennes entreprises jusqu'au 30 juin 2003.